# Floyd Mayweather Jr. vs. Saúl Álvarez
Floyd Mayweather Jr. vs. Saúl Álvarez Facturado como "The One", fue un campeonato de peso Mediano ligero superfight. La pelea se llevó a cabo el 14 de septiembre de 2013, en el MGM Grand Garden Arena, en el MGM Grand Hotel & Casino en Las Vegas, Nevada, Estados Unidos, en Showtime PPV. Mayweather recibió $ 41.5 millones para esta pelea antes de tener en cuenta las ventas de pago por visión.
La pelea fue ganada por Mayweather en una decisión de la mayoría de 12 asaltos en frente de una multitud agotada de 16.746. El juez C. J. Ross anotó la pelea 114-114, un empate. El juez Dave Moretti lo tuvo 116-112, y Craig Metcalfe anotó 117-111. El juez Ross se retiró después de esta pelea.

## Tarjeta de combates
- Floyd Mayweather Jr. VS Saúl Álvarez
- Danny García VS Lucas Matthysse
- Carlos Amado Molina VS Ishe Smith
- Pablo César Cano VS Ashley Theophane
- Ronald Gavril VS Shujaa El Amin
- Chris Pearson VS Josh Williams
- Luís Arias VS James Winchester
- Lanell Bellows VS Jordan Moore

## Difusión internacional
| País           | Televisora                           |
| -------------- | ------------------------------------ |
| Argentina      | Space, TV Pública Digital            |
| Australia      | Main Event                           |
| Brasil         | SporTV                               |
| Bélgica        | BeTV                                 |
|                | CTN                                  |
| Canadá         | Viewers Choice                       |
| Chile          | Space                                |
| China          | CCTV-5                               |
| Colombia       | Space                                |
| Dinamarca      | TV3 Sport                            |
| Estonia        | Viasat Sport Baltic                  |
| Ecuador        | Space                                |
| Francia        | beIN Sport                           |
| Alemania       | DMAX                                 |
| Hungría        | Sport 1                              |
| Islandia       | Stöð 2 Sport                         |
| Israel         | Sport 1                              |
| Italia         | Sportitalia                          |
| Japón          | WOWOW                                |
| Letonia        | Viasat Sport Baltic                  |
|                | Viasat Sport Baltic                  |
| Malasia        | Astro                                |
| México         | Televisa                             |
| Nueva Zelanda  | Sky Arena                            |
| Noruega        | Viasat Sport                         |
| Panamá         | RPC-TV                               |
| Filipinas      | GMA Network, GMA News TV             |
| Polonia        | Orange Sport                         |
| Portugal       | SPORT.TV2                            |
|                | Al Jazeera Sports                    |
|                | GSP TV                               |
| Rusia          | Rossiya 2                            |
| Singapur       | SuperSports                          |
| España         | Canal+                               |
| Francia        | SuperSport                           |
| Sudáfrica      | SuperSport                           |
|                | TrueVisions                          |
|                | XSPORT                               |
| Inglaterra     | BoxNation                            |
| Estados Unidos | Showtime PPV, US Military AFN Sports |
| Venezuela      | Meridiano, Space                     |